# Galagoides thomasi
Galagoides thomasi är en primat i familjen galagoer som förekommer i Afrika. Populationen betraktades länge som identisk med Galagoides demidoff. Den godkänns sedan början av 2000-talet som art.

## Utseende
Arten är en av släktets mindre medlemmar med en vikt vid 100 g. Pälsen har en brun färg på ryggen och är beroende på individ och årstid mer eller mindre mörk. På buken är pälsen oftast ljusare brun. Kort innan djuret byter päls är den gråaktig och den nya pälsen är tydlig mörk. Svansen har samma pälsfärg som ryggen och den är inte yvig. Kännetecknande är en ljus eller vitaktig strimma på näsan. Kring ögonen kan det finnas mer eller mindre tydliga mörka ringar.

## Utbredning och habitat
Denna primat lever i västra och centrala Afrika från södra Senegal till centrala Uganda, norra Zambia och centrala Angola. Habitatet utgörs av savanner med trädgrupper, av öppna skogar och av bergsskogarnas kanter. Galagoides thomasi undviker stora öppna landskap.

## Ekologi
Individerna bygger bon av växtdelar som göms i trädens håligheter eller i törnbuskar. De bildar där flockar med upp till fem medlemmar. Efter föda söker varje individ ensam. De har varningsrop och andra läten för kommunikationen. Honor föder en eller två ungar per kull efter cirka 110 dagar dräktighet. Nyfödda individer är ungefär 7,5 cm långa (huvud och bål), har en 9 cm lång svans och väger cirka 25 g. Ungarna transporteras i början i moderns mun eller de klamrar sig fast i pälsen på buken. Efter två eller tre veckor börjar de klättra självständig. Ungarna diar sin mor cirka sex veckor. Med människans vård kan arten leva något över 10 år.

## Hot och status
Denna primat har olika naturliga fiender som ugglor eller medelstora rovdjur som kan klättra i träd. Ungdjur dödas ibland av markattor. Regionalt kan arten vara hotad av skogsavverkning i samband med skogsbruk eller etablering av jordbruksmark. Hela beståndet listas av IUCN som livskraftig (Least Concern).